# Деникина, Марина Антоновна
Мари́на Анто́новна Дени́кина (20 февраля 1919, Екатеринодар — 16 ноября 2005, Версаль) — французская журналистка, историк, дочь генерала Антона Деникина и Ксении Деникиной. Покинула Россию в 1920 году вместе с семьей ещё будучи ребёнком; семья с 1926 года жила во Франции.

## Биография
Генерал Антон Деникин мечтал о «сыне Ваньке», но его жена Ксения в феврале 1919 года родила девочку. Первоначально Ксения Деникина хотела назвать дочь Ариадной, а Деникин хотел назвать Марией. Они остановились на компромиссном имени Марина. Когда дочери было 4 года, отец тайно от жены научил Марину читать, писать и считать до ста — и тем самым «сделал жене подарок — так как на другой просто не было денег». Детских книг у Деникина в эмиграции не было, и он учил дочь русскому языку по Лермонтову, имея полное собрание его сочинений.
С первым мужем развелась. Вышла вторым браком замуж за французского историка Жана-Франсуа Кьяппа.
Много лет Марина проработала на телевидении, писала книги, больше о русской истории, под псевдонимом Марина Грей. Работая на телевидении, она вела передачи с Жераром Филиппом, Пабло Пикассо, Марком Шагалом, Сальвадором Дали, Эдит Пиаф, Франсуазой Саган.
После того, как Жорж Помпиду вместо Шарля де Голля стал президентом Франции, он сказал, что не хочет больше видеть Марину Грей на телевидении, и по этим политическим причинам она ушла из тележурналистики.
В 2005 году согласилась на перевоз останков своих отца Антона Ивановича Деникина (умер в 1947 году, захоронен в США) и матери Ксении Васильевны Деникиной (умерла в 1973 году, захоронена во Франции) на родину в Россию.
Марина Деникина подарила Президенту России Владимиру Путину шашку своего отца.
Умерла 16 ноября 2005 года через месяц с небольшим после перезахоронения Деникиных. У неё остались сын Мишель Буде и несколько внучек.

## Книги М. А. Деникиной
- «Мой отец — генерал Деникин»,
- «Расследование об убийстве Романовых»,
- «Генерал умирает в полночь»,
- «Распутин» и др.